# Будрейко, Вера Антоновна
Вера Антоновна Будрейко (15 июня 1905 — 26 сентября 1979) — советская актриса театра и кино, общественный и политический деятель. Заслуженная артистка РСФСР (1953).

## Биография
Родилась 15 июня 1905 года в Санкт-Петербурге.
Училась в Василеостровской женской гимназии, после революционных событий обучалась в бывшей 8-й мужской гимназии. В период учёбы увлеклась артистической деятельностью. Первым местом работы актрисы стал Большой драматический театр, параллельно Будрейко училась в студии при театре у Н. И. Комаровской и В. В. Максимова. Затем стала обучаться у Н. В. Петрова и Л. С. Вивьена в Институте сценических искусств. В 1921 году выступила со своей первой ролью в театре БДТ (Большой драматический театр имени Г. А. Товстоногова), а в 1922 году перешла в московский театр Корша и вступила в труппу данного театра, так и не окончив Институт сценических искусств. После закрытия БДТ, перешла в Государственный театр имени Вс. Мейерхольда, где проработала лишь два сезона. Позже поступила в труппу Санкт-Петербургсого академического театра имени Ленсовета, в котором на протяжении двадцати восьми лет оставалась одной из ведущих актрис театра. Впервые появилась в кино в 1923 году, сыграв роль девушки в фильме «Человек человеку — волк», затем последовали и другие небольшие работы. Всего насчитывается шесть работ в фильмографии артистки.
Ушла из театра на пенсию 1 декабря 1962 года. Скончалась 26 сентября 1979 года на 75 году жизни по болезни. Место смерти и захоронения неизвестно.

### Общественная деятельность
Помимо акёрской карьеры, Вера Антоновна занималась общественной и политической деятельностью, являлась  членом художественного совета театра, избиралась депутатом Куйбышевского районного совета депутатов трудящихся пятого и шестого созыва, была заместителем председателя постоянной комиссии по культуре Ленинграда (1955–1957), уполномоченной Комитета по защите мира.

## Личная жизнь
- После знакомства в театре с Михаилом Александровичем Розановым–Асс, вышла за него замуж. В 1939 году родила сына по имени Олег. Из-за сложных и вспыльчивых характеров, в этом же году супруги разошлись[1].

## Творчество

### Фильмография
- 1923 — Человек человеку — волк — девушка
- 1953 — Тени (фильм-спектакль, режиссёры Н. Акимов, Н. Кошеверова) — Ольга Дмитриевна
- 1956 — Солдаты — Мария Кузьминична, тётя Люси (нет в титрах)
- 1959 — Шинель — содержательница
- 1966 —  Не забудь… станция Луговая — Марина Сергеевна, соседка
- 1974 — Сержант милиции — бабуля с внуком

## Звания и награды
- Медаль «За трудовое отличие» (21 июня 1957) — в ознаменование 250-летия города Ленинграда и отмечая заслуги трудящихся города в развитии промышленности, науки и культуры[5].
- Заслуженная артистка РСФСР (1953).

### Избранные публикации
- Будрейко В. Памяти товарища // Марк Бернес в воспоминаниях современников. — М.: Молодая гвардия, 2005. — ISBN 5-235-02840-6.